# Павлюк Аркадій Григорович
Аркадій Григорович Павлю́к (19 серпня 1925, Київ — 2 травня 2019, Вінниця) — український художник, скульптор і педагог; член Вінницької організації Національної спілки художників України з 1993 року.

## Біографія
Народився 19 серпня 1925 року в місті Києві (нині Україна). Брав участь у німецько-радянській війні. Нагороджений орденами Червоної Зірки (23 жовтня 1943), Вітчизняної війни I ступеня (1 серпня 1986).
1951 року закінчив Одеське художнє училище; у 1958 році — живописний факультет Харківського художнього інституту, де навчався у Валентина Сизикова, Олексія Кокеля, Леоніда Чернова, Михайла Рибальченка.
Після здобуття фахової освіти працював у Харкові художником у Будинку офіцерів Військової радіотехнічної академії протиповітряної оборони; у 1960—1961 роках викладав у дитячій художній школі; у 1961—1970 роках — у студії образотворчого мистецтва Палацу піонерів.
З 1970 року працював на Вінницькому художньо-виробничому комбінаті. Мешкав у Вінниці в будинку на вулиці Квятека, № 16-А, квартира № 48. Помер у Вінниці 2 травня 2019 року.

## Творчість
Працював у галузях станкового живопису, станкової графіки, станкової скульптури. Створював картини на історичну тематику, пейзажі. Автор живописних і скульптурних портретів, зокрема радянських партійних і військових діячів. Створив понад 3 000 художніх творів. Серед робіт:
- живопис — «Мати» (1941), «Весна на річці Лопань» (1954), «Доярки» (1956), «Волошки» (1963), «Брестська фортеця з прикордонниками» (1969), «Польський письменник Сат-Ок» (1970), «Ранньою весною» (1973), «Прифронтова ніч» (1974), «Вечір в Седневі» (1978), «По хмиз» (1979), «Михайло Коцюбинський біля старої стріхи» (1985), «Жасмин» (1992), «Весна сорок п'ятого» (2000), «Боже, спаси і збережи» (2009);
- скульптури — «Ливарник» (1960), «Хлопчик» (1962), «Режисер театру юних» (2001).

Брав участь в обласних, республіканських, всесоюзних мистецьких виставках. Персональні виставки відбулися у Харкові у 1967—1968 роках, Києві у 1997, 2003 роках, Вінниці у 1998—2003, 2016 роках.
Деякі роботи зберігаються у Вінницьких художньому та краєзнавчому музеях. 6 травня 2016 року у Вінницькому художньому музеї відбулась безкоштовна передача 48 полотен художника у подарунок Меморіальному комплексу «Берестейська фортеця-герой». Картини створені у 1960—1970-х роках, коли автор зустрічався з захисниками Берестейської фортеці у 1941 році. Тоді ж надзвичайний та повноважний посол Республіки Білорусь Валентин Величко вручив художнику медаль «70 років визволення Республіки Біларусь від німецько-фашистських загарбників».
- Літературно-мистецька премія «Кришталева вишня» (2019)[5]